# Dreaming Now!
《Dreaming Now!》為日本歌手倖田來未於2013年11月13日發行的第56張單曲。

## 簡介
- 本單曲與上張單曲《Summer Trip》相隔約3個多月，且為倖田首次發行的「生日單曲」。
- 本作為「世界大冠軍盃排球賽2013」的主題曲，倖田表示「是為了給予向世界第一挑戰人們的加油曲」，另外曾在節目上表明為倖田粉絲的日本國手木村沙織表示「這是首提升張力，快節奏的好曲」[1]。

## 宣傳
- 為紀念生日單曲特別於11月12日晚上23點開始在NICONICO動畫上進行特別節目「倖田來未 本人演出 ～24小時生日紀念特別節目♪」（倖田來未 生出演！ ～24時間バースデー記念特番♪），將由倖田本人在影片中因紀念31歲而回答網友們的31個提問[2]。
- 在影音網站UULA上「倖田來未 MUSIC VIDEO 一次全見」（倖田來未 MUSIC VIDEO イッキ見）的獨家播送節目，內容為倖田最有印象的31首音樂錄影帶[2]。

## 發行版本
- CD+DVD（RZCD-59498X）
- CD ONLY（RZCD-59499X）
- CD+DVD【粉絲俱樂部限定盤】
  - CD＋DVD＋KODA KUMI×EMODA托特包
- CD ONLY【粉絲俱樂部限定盤】
  - CD＋KODA KUMI×EMODA托特包
- CD ONLY【野音限定盤】（RZC1-59502）
  - 僅限於2013年9月7日於日比谷野外音樂會當天限定預購，不對外發行。
- MUSIC CARD【Koda Kumi Fanclub Live Tour ～ Let's Party Vol.2 ～會場限定盤】
  - 僅收錄〈Dreaming Now!〉一曲，共5種封面，各500日元

## 曲目

### CD（一般盤）
1. Dreaming Now!
作詞：倖田來未　作曲：Mistu.J
  - 日本電視台《世界大冠軍盃排球賽2013》主題曲
2. XXX
作詞：倖田來未　作曲：T-SK, HIROMI Rainbow, Gabriele Guidi, Michela Lombardi
3. 愛之歌（Live at a-nation stadium fes.2013）
※CD、CD+DVD初回盤限定Bonus Track

### CD（粉絲俱樂部盤）
1. Dreaming Now!
2. XXX
3. All for you（Live at KODA KUMI Premium Night ～Love&Songs～ ver）　
※粉絲俱樂部盤限定Bonus Track

### CD（野音盤）
1. Dreaming Now!
2. XXX
3. LALALALALA（Live at Summer Trip Live 2013）

### DVD
- 各DVD版本共通

1. Dreaming Now! Music Video
2. IS THIS TRAP?（Live at a-nation island 2013）
3. Dreaming Now! Making Video

## 外部連結
倖田來未特別節目 - NICONICO動畫（页面存档备份，存于）